# Dharanindra Varman Ier
Dharanindra Varman Ier fut roi de l'Empire khmer de 1107 à 1112. 
Fils aîné de Hiranyavarman de Mahîdharapura et de Hiranyalaksmi, et frère et successeur de Jayavarman VI, il est déposé et tué par son petit-neveu Suryavarman II.